# محمد حبیب رحمان
محمد حبیب رحمان (انگلیسی: Muhammad Habibur Rahman; زاده ۳ دسامبر ۱۹۲۸ – درگذشته ۱۱ ژانویهٔ ۲۰۱۴) سیاست‌مدار اهل بنگلادش بود. وی از ۳۱ مارس ۱۹۹۶ تا ۲۳ ژوئن ۱۹۹۶ نخست‌وزیر موقت بنگلادش بود.
محمد حبیب رحمان در ۱۱ ژانویه ۲۰۱۴، در سن ۸۵ سالگی درگذشت.
وی همچنین برندهٔ جوایزی همچون اکوشی پاداک شده‌است.